# Skalnik (Rudawy Janowickie)

Panorama Karkonoszy - widok ze Skalnika

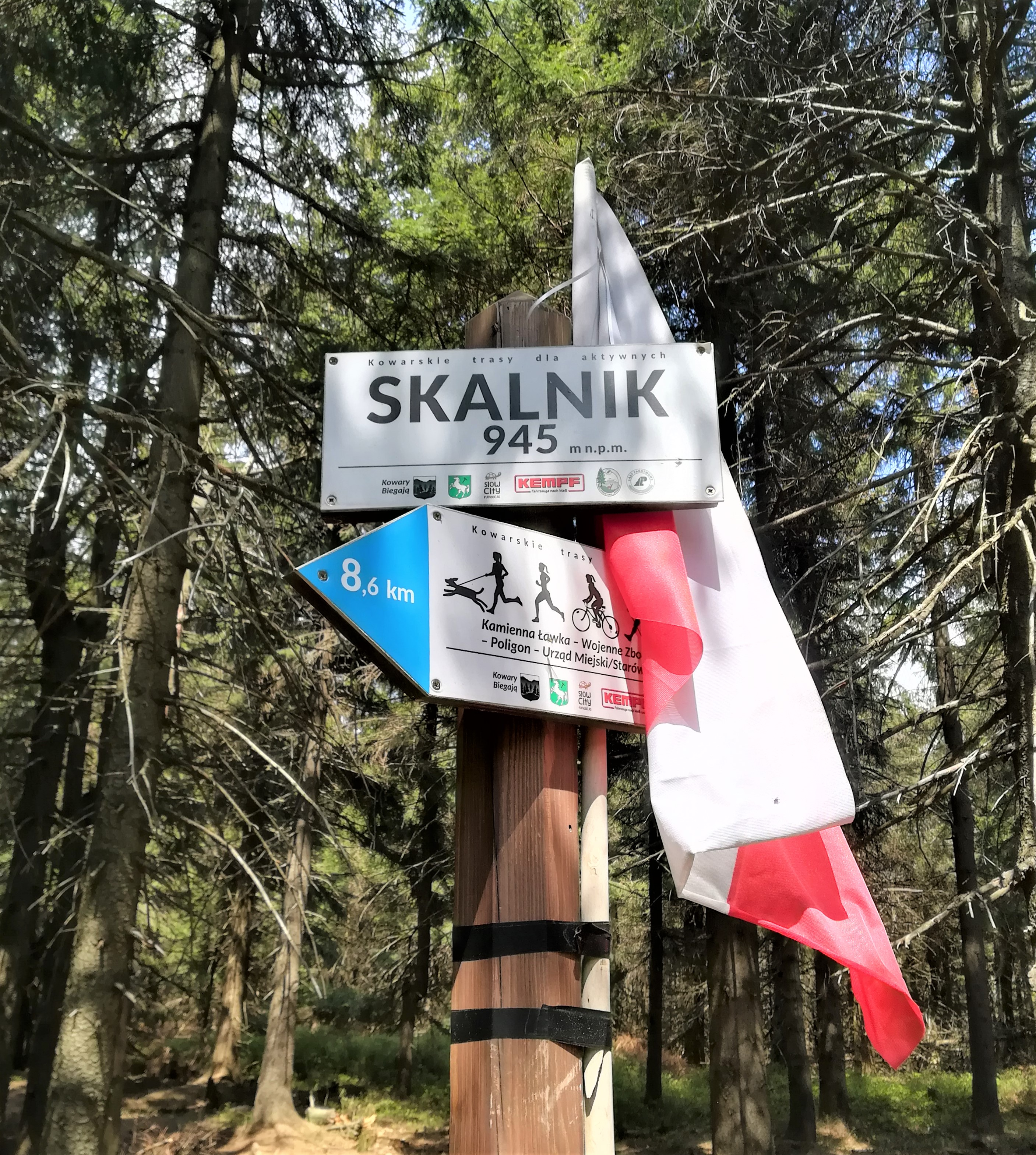
Szczyt

Skalnik (945 m n.p.m., na niektórych mapach 944 m lub 940 m) – góra w południowo-zachodniej Polsce, w Sudetach Zachodnich, w Rudawach Janowickich.

## Położenie
Wzniesienie położone jest w południowo-środkowej części Rudaw Janowickich, na północ od Przełęczy pod Bobrzakiem, około 4,5 km na północny wschód od centrum Kowar. Położone jest w Rudawskim Parku Krajobrazowym.

## Charakterystyka
Góra jest najwyższym szczytem Rudaw Janowickich, wyraźnie wydzielonym Przełęczą pod Bobrzakiem i Przełęczą Rudawską, o średnio stromych zboczach, które podkreślają wzniesienie w terenie. Jest to wzniesienie o kopulastym kształcie, w postaci rozległego masywu górującego w Rudawach Janowickich. Góra posiada dwa wierzchołki. Niższy wierzchołek (944,5 m lub 944,3 m), wysunięty na północny wschód, stanowi rozległa kopuła z niewybitnym wierzchołkiem, trudnym do zlokalizowania w terenie. Znajdują się na nim ruiny dawnej wieży widokowej (cztery betonowe bloki na których wieża była zakotwiczona), oraz na drzewie drewniana tabliczka z napisem Skalnik 945 m n.p.m.
Na wierzchołku południowo-zachodnim znajduje się szereg okazałych skałek o fantazyjnych kształtach, z których szczytowa (944,8 m lub 944,6 m) o nazwie Ostra Mała (niem. Freie Koppe) udostępniona jest wykutymi w skale stopniami i zwieńczona platformą widokową. Podawana na wielu mapach wysokość 935 lub 935,8 m odnosi się do punktu osnowy geodezyjnej, zlokalizowanego około 50 metrów na południe od wierzchołkowej skały. Północno-zachodnie zbocze poniżej szczytów zajmują dwa niewielkie rumowiska skalne (gołoborza). Na południowym zboczu, przy szlaku czerwonym i żółtym rozsiane są kolejne skałki tzw. Konie Apokalipsy (niem. Friesensteine).
Zbocza i szczyt porasta w całości las świerkowy regla dolnego.

## Geologia
Masyw Skalnika zbudowany jest z granitu karkonoskiego.

## Turystyka
W lesie poniżej skałek znajduje się węzeł szlaków turystycznych. Z punktu widokowego na Ostrej Małej rozpościera się widok na panoramę Karkonoszy wraz z północnym fragmentem Lasockiego Grzbietu, Kotliny Jeleniogórskiej, Pogórza Izerskiego, Gór Wałbrzyskich, Gór Kamiennych, Gór Kaczawskich, oraz Rudaw Janowickich z Górami Sokolimi. Przy dobrej widoczności widoczna jest Ślęża.
Szczyt należy do Korony Gór Polski, Korony Sudetów, Korony Sudetów Polskich oraz Korony Gór Dolnego Śląska.
Na północ, u podnóża góry, leży wieś Strużnica, na północny zachód Gruszków stanowiące bazę wypadową w Rudawy Janowickie i Góry Sokole. Na południowo-wschodnim zboczu leży Czarnów, w którym znajduje się schronisko „Czartak”.

## Nazwa
W 1947 r. dr Mieczysław Orłowicz nazywał szczyt Kamieniem Fryzów, następnie przez krótki okres nazywano go Skalniak, a dopiero potem pojawiła się obecna nazwa Skalnik. Nazwę Konie Apokalipsy dla grupy czterech skałek na południowym zboczu Skalnika, nadali harcerze z obozu w Strużnicy podczas gaszenia wokół skałek pożaru traw.